# Kawagoe (Mie)
Kawagoe (川越町 Kawagoe-chō?) es un pueblo localizado en la prefectura de Mie, Japón. En junio de 2019 tenía una población de 14.999 habitantes y una densidad de población de 1.718 personas por km². Su área total es de 8,73 km².

## Geografía

### Municipios circundantes
- Prefectura de Mie
  - Kuwana
  - Yokkaichi
  - Asahi

## Demografía
Según datos del censo japonés, la población de Kawagoe ha aumentado en los últimos años.
| Año del censo | Población |
| ------------- | --------- |
| 1995          | 10.863    |
| 2000          | 11.782    |
| 2005          | 13.048    |
| 2010          | 14.003    |
| 2015          | 14.752    |